# Shanghai Port FC
Shanghai Port FC (Chinees: 上海海港足球俱乐部), ook Shanghai Oost-Azië, Shanghai East-Asia en Shanghai SIPG genoemd, is een Chinese voetbalclub uit Shanghai, provincie Shanghai Shì. In 2018 werd de club voor het eerst landskampioen.
Sinds de zomer van 2016 heeft de club een samenwerking met Royal Antwerp FC en Hamburger SV.

## Geschiedenis
In 2005 werd Shanghai SIPG onder de naam Shanghai Dongya (Chinees: 上海东亚, vertaald Shanhai Oost-Azië) opgericht. In 2013 nam de club haar huidige naam aan. "SIPG" slaat op de hoofdsponsor, de haven van Shanghai (Shanghai International Port (Group), Co. Ltd.), die ook de naamrechten kocht. In 2012 won de club de Jia League, China's tweede voetbalcompetitie, waardoor de club naar de Super League promoveerde. Nadat de club in 2015 en 2017 een tweede plaats in de Super League behaalde, werd Shanghai SIPG in 2018 voor het eerst landskampioen. Als Shanghai Port FC won de club in 2023 de tweede landstitel.

## Bekende (oud-)spelers
- Darío Conca
- Asamoah Gyan
- Yu Hai
- Tobias Hysén
- Bernie Ibini-Isei
- Jean Evrard Kouassi
- Zhang Linpeng
- Davi Rodrigues
- Sun Xiang
- Hulk
- Elkeson
- Oscar
- Marko Arnautović

## Erelijst
- Super League: 2018, 2023, 2024
- China League One: 2012
- China League Two: 2007
- FA Super Cup: 2019

Beijing Guoan · 
Cangzhou Mighty Lions ·
Changchun Yatai ·
Chengdu Rongcheng ·
Henan · 
Meizhou Hakka · 
Nantong Zhiyun · 
Qingdao Hainiu ·
Qingdao West Coast ·
Shandong Taishan · 
Shanghai Shenhua ·
Shanghai Port ·
Shenzhen Peng City ·
Tianjin Jinmen Tiger · 
Wuhan Three Town
Zhejiang